# Kim Ju-sik
Dans ce nom, le nom de famille, Kim, précède le nom personnel coréen.
Kim Ju-sik (en coréen : 김주식), né le 25 septembre 1992, est un patineur artistique nord-coréen.
Avec sa partenaire de patinage, Ryom Tae-ok, il est médaillé de bronze des Championnats des quatre continents de patinage artistique 2018, aux Jeux asiatiques d'hiver de 2017, et à la Coupe du Tyrol 2016 et champion du Trophée Open d'Asie 2016.
Kim et Ryom sont les premiers patineurs artistiques nord-coréens à remporter une médaille lors d'un événement de l'Union internationale de patinage.
Au septembre, ils se qualifient pour les Jeux olympiques d'hiver de 2018 à Pyeongchang, devenant ainsi les premiers athlètes nords-coréens à se qualifier pour ces jeux et les seuls à le faire avant l'accord de réconciliation avec la Corée du Sud.
Anciennement entraîné par Kim Hyon-son à Pyongyang, il entame avec sa partenaire une collaboration avec l'entraîneur canadien Bruno Marcotte basé à Montréal en 2017.

## Biographie

### Jeunesse et formation

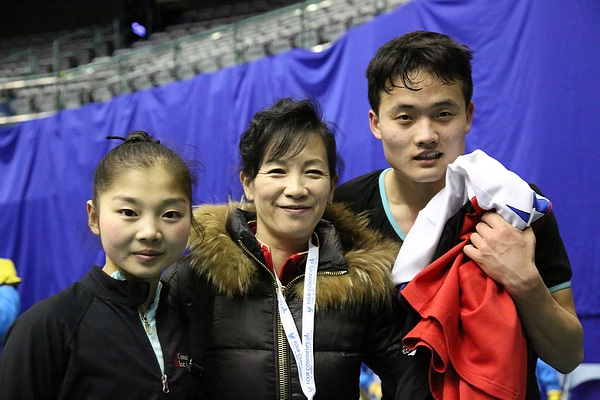
Kim Ju-sik; avec sa partenaire Ryom Tae-ok et son ancienne entraineuse Kim Hyon-son, en 2016.

Kim Ju-sik naît le 25 septembre 1992 à Pyongyang, la capitale de la Corée du Nord. Il commence le patinage artistique à l'âge de 11 ans, en 2001, au club sportif Taesongsan,. Il s'entraîne dans un complexe sportif près de la capitale, pendant près de 36 heures par semaine, selon des méthodes russes et chinoises.
Parmi ses hobbies, il mentionne la lecture, le football et la musique. Il a une forte complicité entre lui et sa partenaire, Ryom Tae-ok, qui s'entraîne dans le même club que lui. Ne parlant pas anglais, il est accompagné lors des compétitions d'un traducteur, pour ses rares interventions à la presse.

### Carrière sportive
Avec sa partenaire Ryom Tae-ok, il devient le premier nord-coréen à apporter une médaille internationale à son pays en patinage artistique, décrochée aux Quatre Continents de 2018, à Taipei. Très discret lors des compétitions, il s'exprime peu à la presse. À la suite de cette victoire, le couple Kim - Ryom se qualifient au mérite aux Jeux Olympiques d'hiver 2018 de Pyeongchang, avant l'annonce de l'envoi d'une délégation nord-coréenne,. En attente de la décision de Pyongyang, ils dépassent la date limite d'inscription à ces jeux, mais sont finalement acceptés avec le reste de la délégation nord-coréenne.
Pour préparer leur prestation à ces jeux, ils sont autorisés par le régime nord-coréen à se rendre deux mois à Montréal pour être entrainés par Bruno Marcotte et sa sœur Julie, chorégraphe, en compagnie du couple de patineur sud-coréen Alex Kang-chan Kam et Kim Kyu-eun,. Un selfie pris entre ces deux couples de patineurs est utilisé comme symbole du dégel des relations intercoréennes. Durant cette période, les deux couples de coréens se sont entraînés et soutenus mutuellement, échangeant notamment des recettes de cuisines variant entre les deux Corées. Le couple nord-coréen est resté discret lors de ce séjour à Montréal, tout en appréciant leur séjour et les spécialités canadiennes. À la suite des difficultés de communication entre les Marcotte et les nord-coréens, ils communiquent plutôt par gestes, les entraîneurs mimant ce qu'ils attendent d'eux, ou de nouvelles méthodes d'étirement, Ryom et Kim s'exécutant après.
Bruno Marcotte avait repéré ce couple de patineurs lors d'une compétition en 2015, puis lors d'une autre en 2017, où il avait constaté le progrès des deux nord-coréens. Après avoir été sollicité par ces derniers, il accepte de les entraîner. Pour leur entraîneur, le couple nord-coréen n'a que peu de chance de remporter une médaille, et se concentre sur l'amélioration de leur record personnel, une ambition partagée par le couple de patineur. Toujours selon ce dernier, Kim et Ryom sont « extrêmement précis sur la glace, et proposent des choses très originales, notamment au niveau des portés. Néanmoins, ils peuvent bénéficier d'aide au niveau des musiques ».
À l'issue de ces jeux, bien que le couple nord coréen finisse sans médaille à la treizième place, battant leur record personnel de 8 points, et établissant le nouveau record national de la Corée du Nord, avec 193,63 points.

## Programmes
- Avec Ryom Tae-ok

| Saison    | Programme court                              | Patinage libre | Exposition                  |
| --------- | -------------------------------------------- | --- | --------------------------- |
| 2019-2020 | - Malagueña de Ernesto Lecuona               | - Fly High, Doves de Choe Hong Nam choreo.de Julie Marcotte                                                            |                             |
| 2018-2019 | - A Day in the Life des Beatles              | - Je suis qu'une chanson de Diane Justler, chanté par Ginette Reno choreo.de Julie Marcotte                            | - Gobaek, de Hwang Jun Yong |
| 2017-2018 | - A Day in the Life des Beatles              | - Je suis qu'une chanson de Diane Justler, chanté par Ginette Reno choreo. de Julie Marcotte                           | - Bangabsumnida (Enchanté)  |
| 2016-2017 | - A Day in the Life des Beatles              | - The Prince and the Sugarplum Fairy (extrait de Casse-Noisette) de Piotr Ilitch Tchaïkovski choreo. de Julie Marcotte |                             |
| 2015-2016 | - Salute to Love de Piotr Ilitch Tchaïkovski | - The Prince and the Sugarplum Fairy (extrait de Casse-Noisette) de Piotr Ilitch Tchaïkovski                           |                             |

## Palmarès

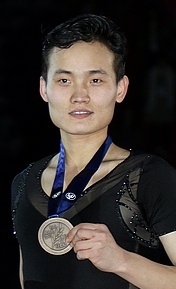
Kim Ju-sik lors du podium des Quatre Continents de 2018, où il décroche une médaille de bronze.

Ces palmarès ont été obtenus avec sa partenaire, Ryom Tae-ok.
| Compétition                                                                        | 2016    | 2017    | 2018    | 2019    | 2020    | 2021    |  |  |  |  |  |  |  |  |
| Jeux olympiques d'hiver                                                            |         |         | 13e     |         |         |         |  |  |  |  |  |  |  |  |
| Championnats du monde                                                              |         | 15e     | 12e     | 11e     | CA      |         |  |  |  |  |  |  |  |  |
| Quatre continents                                                                  | 7e      |         | 3e      |         |         | CA      |  |  |  |  |  |  |  |  |
| Championnats de Corée du Nord                                                      |         | 1er     | 1er     | 1er     | 1er     | 1er     |  |  |  |  |  |  |  |  |
|                                                                                    |         |         |         |         |         |         |  |  |  |  |  |  |  |  |
| Grand Prix ISU                                                                     | 2015/16 | 2016/17 | 2017/18 | 2018/19 | 2019/20 | 2020/21 |  |  |  |  |  |  |  |  |
| Coupe de Chine                                                                     |         |         |         | 5e      | 5e      |         |  |  |  |  |  |  |  |  |
| Trophée de France                                                                  |         |         |         | 4e      | F       | CA      |  |  |  |  |  |  |  |  |
| Légende : F= Forfait ; CA = Compétition annulée à cause de la pandémie de Covid-19 |         |         |         |         |         |         |  |  |  |  |  |  |  |  |

## Résultats détaillés

### Avec Ryom Tae-ok
| Saison 2018–2019     | Saison 2018–2019                        | Saison 2018–2019 | Saison 2018–2019 | Saison 2018–2019 | Saison 2018–2019 |
| Date                 | Événement                               | Court            | Libre            | Total            |                  |
| -------------------- | --------------------------------------- | ---------------- | ---------------- | ---------------- | ---------------- |
| 23-25 novembre 2018  | Trophée de France 2018                  | 2 67.18          | 4 120.77         | 4 187.95         |                  |
| 2-4 novembre 2018    | Grand-Prix d'Helsinki 2018              | 5 56.87          | 4 117.37         | 5 172.24         |                  |
| 1er-5 août 2018      | Trophée d'Asie 2018                     | 2 60.40          | 2 112.80         | 2 173.20         |                  |
| Saison 2017–2018     |                                         |                  |                  |                  |                  |
| Date                 | Événement                               | Court            | Libre            | Total            |                  |
| 19-25 mars 2018      | Championnats du monde 2018              | 12 66.32         | 12 122.45        | 12 188.77        |                  |
| 14-23 février 2018   | Jeux olympiques de 2018                 | 11 69.40         | 12 124.23        | 13 193.63        |                  |
| 22-28 janvier 2018   | Championnats des quatre continents 2018 | 4 65.25          | 3 119.73         | 3 184.98         |                  |
| 28-30 septembre 2017 | CS Nebelhorn Trophy 2017                | 5 60.09          | 6 119.90         | 6 180.09         |                  |
| 10-13 août 2017      | Championnats québécois d'été 2017       | 2 67.38          | 2 113.62         | 2 181.00         |                  |
| Saison 2016-2017     |                                         |                  |                  |                  |                  |
| Date                 | Événement                               | Court            | Libre            | Total            |                  |
| 27 mars-2 avril 2017 | Championnats du monde 2017              | 14 64.52         | 15 105.13        | 15 169.65        |                  |
| 19-26 février 2017   | Jeux asiatiques d'hiver de 2017         | 3 65.22          | 3 112.18         | 3 177.40         |                  |
| 4-7 août 2016        | Trophée d'Asie 2016                     | 2 51.16          | 1 92.99          | 1 144.15         |                  |
| Saison 2015-2016     |                                         |                  |                  |                  |                  |
| Date                 | Event                                   | SP               | FS               | Total            |                  |
| 9-13 mars 2016       | Cup of Tyrol 2016                       | 3 53.64          | 3 106.39         | 3 160.03         |                  |
| 16-21 février 2016   | Championnats des quatre continents 2016 | 8 53.83          | 7 103.41         | 7 157.24         |                  |
| 27-31 octobre 2015   | CS Ice Challenge 2015                   | 5 44.16          | 5 88.02          | 5 132.18         |                  |

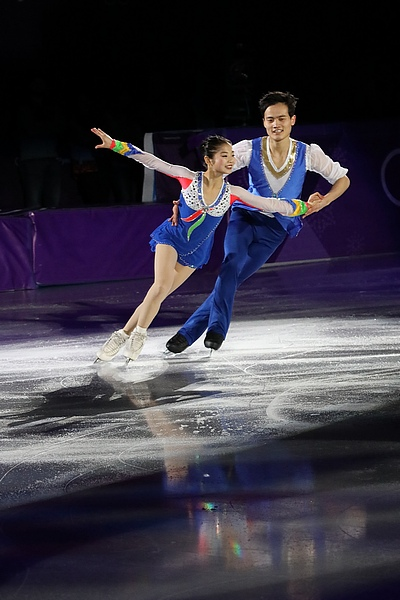
Ryom et Kim au gala d'exposition des Jeux olympiques d'hiver 2018.

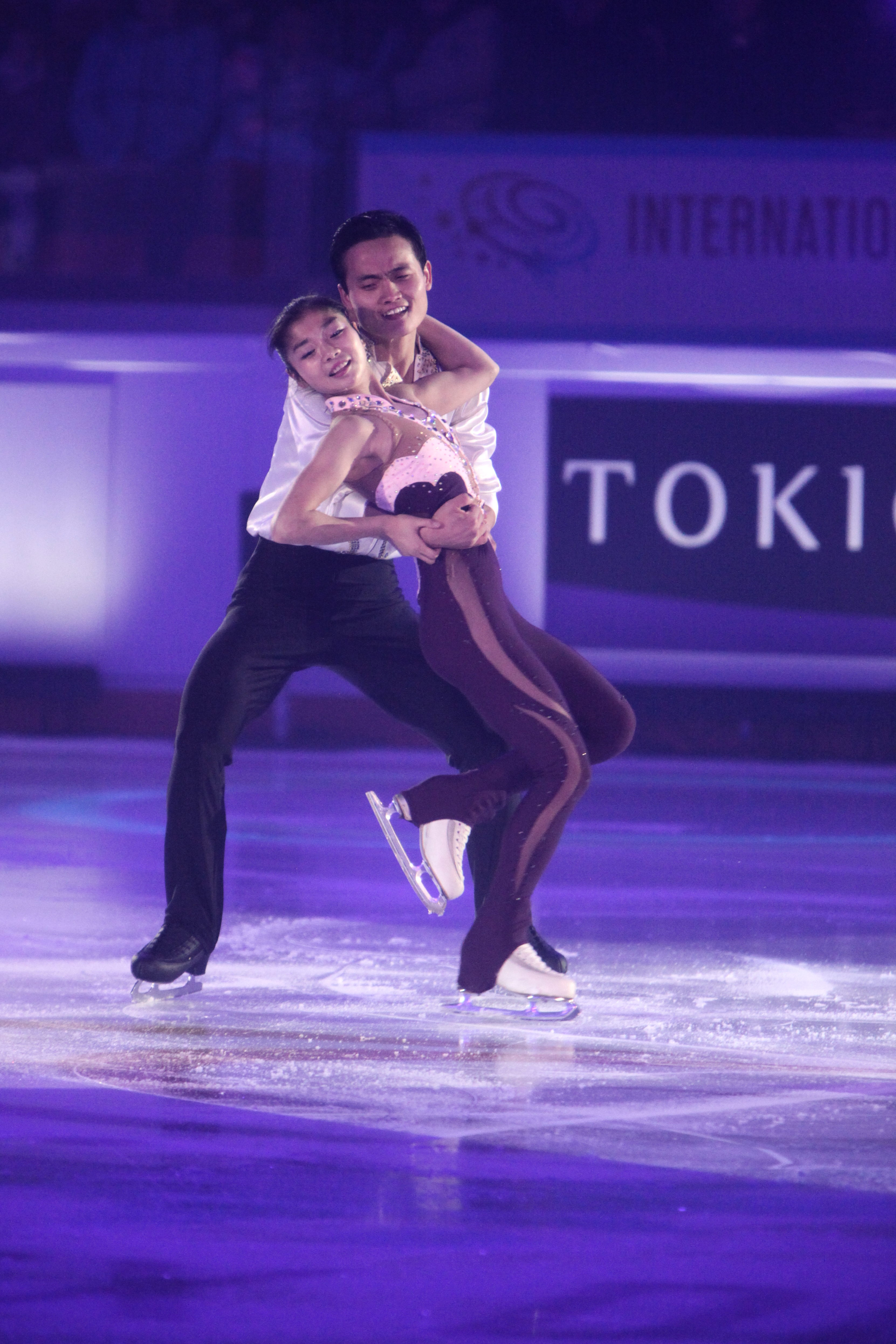
Ryom et Kim au Trophée de France en 2018.

- Leur meilleur score par année est mis en évidence en gras.